# Ochogona hanfi
Ochogona hanfi är en mångfotingart som först beskrevs av Carl Graf Attems 1927.  Ochogona hanfi ingår i släktet Ochogona och familjen knöldubbelfotingar. Inga underarter finns listade i Catalogue of Life.